# 埃塞俄比亚帝国
衣索比亞帝国，又称阿比西尼亚帝国，1270年到1974年期间非洲东部的一个国家，是今日东非国家衣索比亞共和國的前身。
阿比西尼亚帝国是在帝国主义瓜分非洲浪潮中，与賴比瑞亞并列的仅有的2个保持了独立地位的国家。而賴比瑞亞实际上是由从美国回归的自由黑奴于19世纪中期才建立的新国家，且受到美国保障独立。因此严格来说，阿比西尼亚是唯一经历了欧洲列强瓜分非洲狂潮而依旧屹立不倒的非洲古国。
阿比西尼亚一直保持了其独立直至1936年被意大利王国武力占领。1941年复国后，正式对外改称衣索比亞帝国。1974年，帝国被亲苏联的军官组织“德尔格”推翻。

## 历史

### 阿克苏姆帝国
在公元前400年左右，一些原住民在红海沿岸建立社群，并与印度人进行象牙交易。奥古斯都领导的罗马帝国军进入埃及后，他们开始和欧洲人往来。中国人通过在海上丝绸之路的贸易，也同此地原住民发生贸易往来，他们成为了罗马帝国从中国获取丝绸的中转站。到公元300年时，他们皈依了基督教，征服邻国库施，建立阿克苏姆帝国，将自己国家的人称为“埃塞俄比亚人”。帝国继续向西部和南部扩张，占领了阿拉伯半岛南部的一些土地，并继续和欧洲人进行贸易。穆斯林占领埃及后，阿克苏姆帝国和欧洲的往来日益减少，该国逐渐衰落，最后在十世纪左右灭亡。

### 扎格维王朝
1137年，马拉·塔克拉·海马诺特建立了扎格维王朝。扎格维王朝仍然信仰基督教，并在全国各地建立了多所教堂。1270年左右，原来的皇族復位，建立了所罗门王朝，逐出了最后一位扎格维国王，扎格维王朝结束。

### 所罗门王朝
1270年，扎格维王朝结束，耶库诺·阿姆拉克建立所罗门王朝，定国号阿比西尼亚帝国。所罗门王朝一直统治阿比西尼亚直到20世纪，統治過程中中断了少数几次。绝大多数的埃塞俄比亚历史事件都发生于这个王朝的统治期间内。他们成功击退了意大利人、阿拉伯人和土耳其人的入侵，并和一些欧洲强权结盟，例如葡萄牙王国。18世纪中叶至19世纪中叶，所罗门王朝的皇帝权力旁落、沦为傀儡；各地部族割据一方，相互争斗，特别是围绕都城贡德尔，为争做皇帝的“监护人”，决定皇位继承权而争斗，史称王子时代。特沃德罗斯二世于19世纪中叶通过军事征伐统一全国，结束了这一纷乱局面。

### 列强瓜分非洲
1868年，英国探险家羅伯特·納皮爾男爵指揮印度部隊入侵衣索比亞，英军在装备与战术方面占上风，不久阿比西尼亚便战败，国王特沃德罗斯二世自杀，阿比西尼亚被迫割让索马里兰。19世纪80年代，欧洲列强开始对非洲进行前所未有的瓜分行动。为了建立殖民地，意大利王国瞄准了阿比西尼亚，在英国的支援下，阿比西尼亚被迫割让厄立特里亚。
然而，意大利和阿比西尼亚签署的条约中，阿姆哈拉语版本与意大利语版本有所不同，意大利语版本上写着“阿比西尼亚接受成为意大利的保护国”，但在阿姆哈拉语版本却是模棱两可的。意大利以此为由强制进驻阿比西尼亚。1893年，国王孟尼利克二世宣布不遵守条约内容。1895年，第一次意大利埃塞俄比亚战争一触即发。孟尼利克二世宣布进行全国总动员，并在阿杜瓦战役中打败了意大利入侵军。1896年，意大利狼狈地战败，签署《亚的斯亚贝巴条约》，宣布尊重阿比西尼亚的主权，并与阿比西尼亚划分了国界线。

### 意大利人的复仇
1935年，意大利军队卷土重来，战争持续了7个月，以意大利完全占领阿比西尼亚告终。国际联盟对入侵行动表示谴责，但只是谴责而已。意大利为了完全粉碎阿军，违反《日内瓦公约》通过飞机播撒带芥子毒气的粉末物体，造成15万阿军毙命。意大利吞并了阿比西尼亚，将其并入意属东非，维托里奥·埃马努埃莱三世自立衣索比亞皇帝。
1940年，意大利向同盟国宣战，意大利成功占领英属索马利兰。原君主海尔·塞拉西一世秘密从英国返回故土，帮助进行抵抗运动。1941年，英军进攻意属东非，并使其投降，阿比西尼亚再次独立，改国号衣索比亞。

### 终结
二战结束后，1952年，厄利垂亚被并入衣索比亞，衣索比亞和厄利垂亚联邦成立。1965年起，衣索比亞开始连年发生大旱灾，1974年更发生了有史以来最严重的旱灾，20万人死于饥荒。1974年，亲苏联的军官组织“德尔格”发动军事政变夺权。海尔·塞拉西一世被废黜，后来他在地下室被用枕头闷死。衣索比亞绵延几百年的君主制灭亡。1991年，衣索比亞人民民主共和国被霍查派领导的衣索比亞人民革命民主阵线推翻，衣索比亞过渡政府建立。

### 書籍
- Adekumobi, Saheed A. . Westport: Greenwood Publishing Group. 2007. ISBN 0-313-32273-2.
- Pankhurst, Richard. . Oxford: Blackwell Publishing. 2001. ISBN 0-631-22493-9.
- Shillington, Kevin. . London: Routledge. 2004. ISBN 1-57958-245-1.